# Fontana della Vita

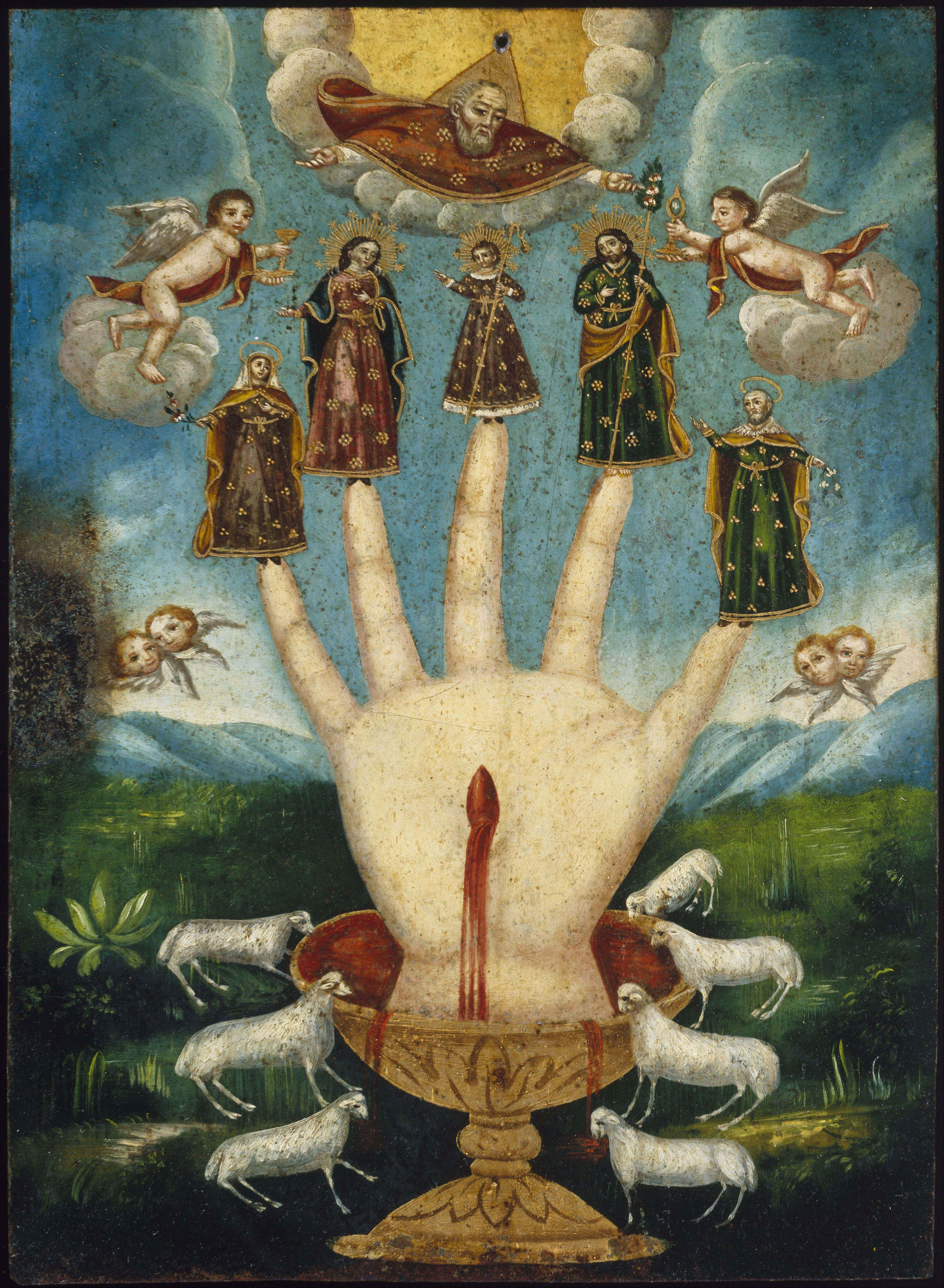
Icona della fontana di sangue in un dipinto messicano del XVIII secolo (Brooklyn Museum)

La Fontana della Vita o, nella sua prima forma Fontana delle Acque della Vita, è un simbolo iconografico cristiano associato al battesimo e/o all'eucaristia, comparso nel V secolo in manoscritti miniati e più tardi in altre forme artistiche quali dipinti su tavola.

## Fonte battesimale
Il simbolo è normalmente espresso come una fontana rinchiusa in una struttura esagonale sormontata da una cupola rotonda e sostenuta da otto colonne. La Fontana delle Acque della Vita, fons vivus è un fonte battesimale (una fontana d'acqua nella quale si viene battezzati e quindi si rinasce in Cristo) ed è spesso circondata da animali associati al battesimo come il cervo. La fontana rappresenta probabilmente il Battistero ottogonale laterano di Roma, consacrato da papa Sisto III, in carica dal 432 al 440, che fu iconograficamente associato alla fontana delle acque della vita citata nell' Apocalisse (21, 6).
I migliori esempi datano dal periodo carolingio: l'Evangeliario di Godescalco, realizzato per commemorare il battesimo del figlio di Carlomagno nel 781, e l' Evangeliario di San Medardo di Soissons.

## Fontana di sangue

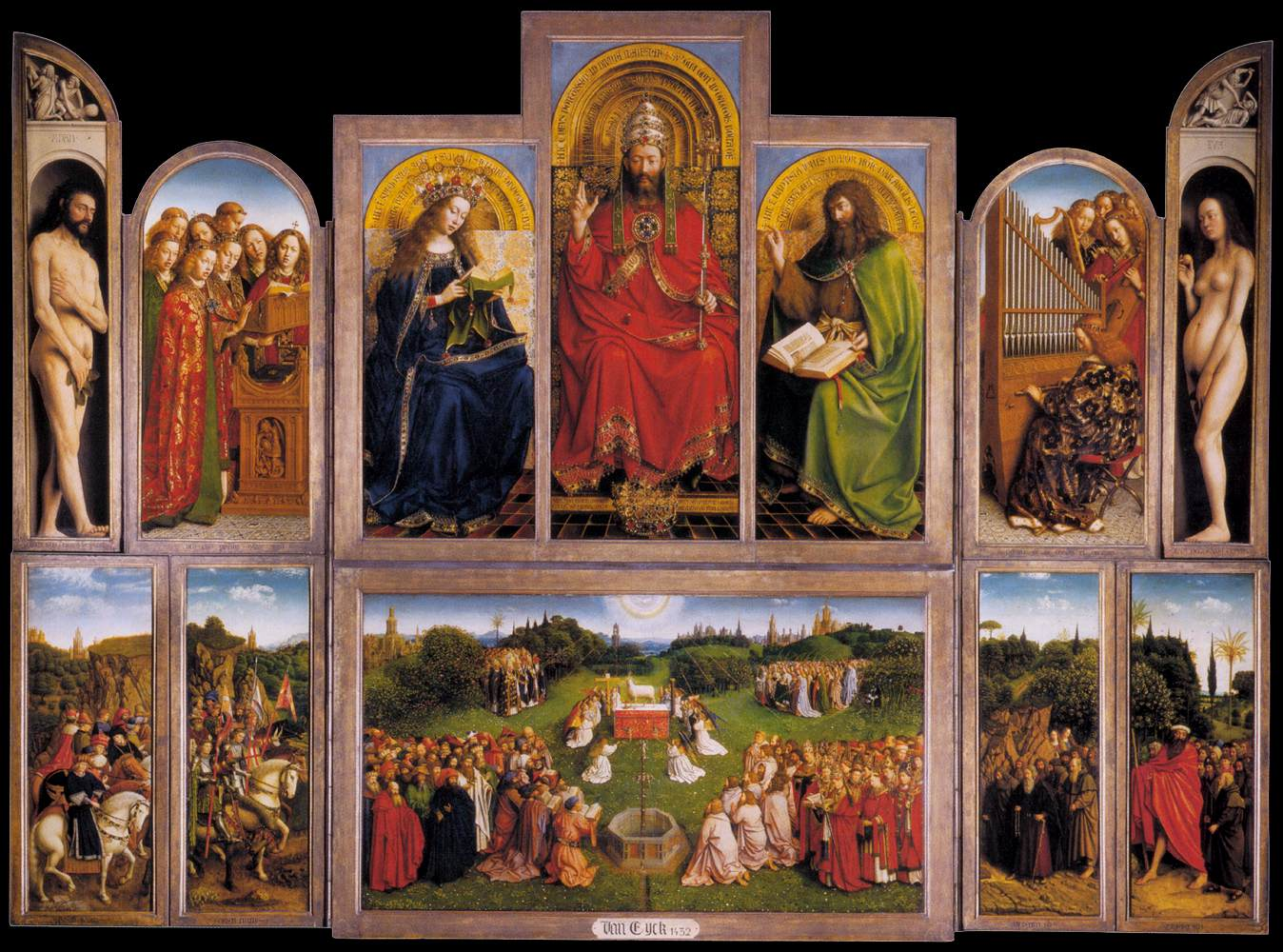
Polittico dell'Agnello Mistico, di Jan van Eyck: nella figura centrale, in basso, c'è la Fontana dell'Acqua della Vita

Nel Polittico dell'Agnello Mistico: L'adorazione dell'Agnello di Jan van Eyck (1438) a Gand, l'Agnello di Dio si trova su un altare addobbato come per la Messa del Preziosissimo Sangue, con in evidenza il sangue rosso: il sangue dell'Agnello viene raccolto in un calice e il suo significato eucaristico è evidenziato dalla colomba che lo sovrasta, rappresentante lo Spirito Santo. Sullo sfondo, offrendo altri mezzi di Grazia, si vede la Fontana dell'Acqua della Vita circondata dai fedeli. Nel Museo del Prado, a Madrid, c'è La fontana dell'Acqua della Vita, emanante dall'Agnello di Dio, dove la fontana è posta nel muro esterno del Paradiso. Che non si tratti della mera acqua purificatrice del battesimo si vede dalle molte ostie che fluttuano sulla sua superficie: i due sacramenti sono rappresentati come unico.

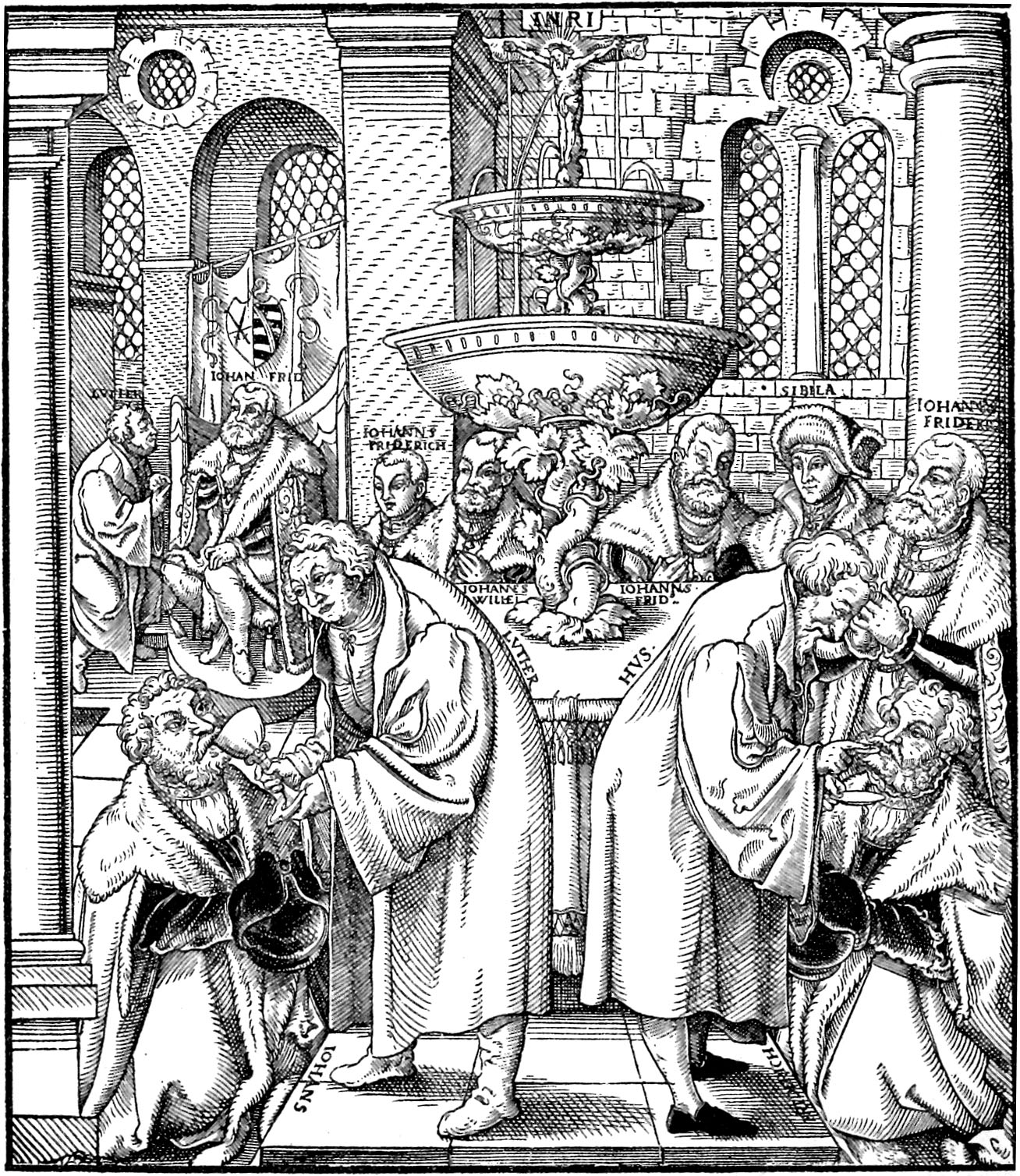
Rappresentazione allegorica dell'Unione Sacramentale, la dottrina luterana della Presenza reale di Cristo nell'Eucaristia, da un intaglio in legno di Lucas Cranach il Vecchio. Di fronte alla Comunione sotto le due specie è dipinto (a sinistra) Martin Lutero che offre il calice a Giovanni, elettore di Sassonia e sulla destra Jan Hus che dà il pane eucaristico a Federico il Saggio. Dietro c'è la Fontana dell'Acqua della Vita: il sangue delle Cinque Sante Piaghe sgorga su una fontana dell'altare.

In una miniatura del Libro delle ore, probabilmente dipinta a Gand alla fine del XV secolo, la Fontana dell'Acqua della Vita ha dato luogo a una fontana di sangue, la Fontana della Vita, nella quale la figura di Cristo sta su un piedistallo gotico al centro e riempie la fontana dalle sue ferite, benché l'aureola che lo circonda lo identifichi come il Cristo trasfigurato e il luogo come il Paradiso.

## Sangue dalle Sante Piaghe
In Fiandra, verso la fine del Medioevo, un'intensa devozione al Preziosissimo Sangue di Nostro Signore Gesù Cristo diede luogo a una tradizione iconografica dei secoli XV e XVI, che rendeva il concetto teologico di Grazia, esprimendo allegoricamente il dogma cattolico romano come una fontana di sangue. Questa trasformazione fu inizialmente (1910) indirizzata da Evelyn Underhill, che stabilì il suo punto di partenza nell'Assemblea dei Santi e la Fontana della vita del 1596 a Gand, nella quale il sangue dalle cinque Sante Piaghe di Cristo fluisce nel bacino superiore della "Fontana della Vita" ed esce dalle aperture della sottostante "Fontana della Misericordia". Santi e martiri, patriarchi e profeti tengono i calici di sangue, che qualcuno svuota nella fontana. Sotto i fedeli sporgono i loro cuori per ricevere gocce di sangue.